# Олива, Джаред
Джаред Коул Олива (англ. Jared Cole Oliva, 27 ноября 1995, Санта-Кларита, Калифорния) — американский бейсболист, аутфилдер клуба Главной лиги бейсбола «Питтсбург Пайрэтс».

## Биография
Джаред Олива родился 27 ноября 1995 года в Санта-Кларите в Калифорнии. Младший из трёх сыновей в семье. Его отец Дэвид и дядя Стив в прошлом были профессиональными бейсболистами, играли в системах клубов «Бостон Ред Сокс» и «Атланта Брэйвз» соответственно. Во время учёбы в школе в Валенсии Джаред два года был игроком бейсбольной команды. После её окончания он поступил в Аризонский университет.
Первый сезон в университетской команде Олива провёл в статусе освобождённого игрока. В турнире NCAA он дебютировал в 2015 году, сыграв в 43 матчах с показателем отбивания 27,2 %. В 2016 году он принял участие в 71 игре, вместе с командой дойдя до финала студенческой Мировой серии. В финальном турнире Олива был стартовым центрфилдером команды во всех восьми матчах. Летом 2016 года он выступал за команду «Висконсин Вудчакс» в студенческой Лиге Нортвудс. По ходу сезона 2017 года Джаред улучшил свой показатель отбивания с 24,0 % до 32,1 %. На драфте Главной лиги бейсбола 2017 года он был выбран клубом «Питтсбург Пайрэтс» в седьмом раунде.
Контракт с «Пайрэтс» Олива подписал 20 июня 2017 года, получив бонус в размере 200 тысяч долларов. Профессиональую карьеру он начал в составе клуба «Вест Виргиния Блэк Беарс», сыграв в 56 матчах в Лиге штатов Нью-Йорк и Пенсильвания, играя на всех трёх позициях в аутфилде. Он отбивал с эффективностью 26,6 %, выбив 10 даблов и 7 триплов, а также украв 15 баз. В 2018 году Олива был первым отбивающим в составе команды «Брейдентон Мародерс», сыграв в 108 матчах и отбивая с показателем 27,5 %. По итогам сезона он стал лидером Лиги штата Флорида по количеству заработанных ранов (75).
В 2019 году Олива проявил себя как один из лучших игроков фарм-системы «Пайрэтс». Он отыграл сезон в составе «Алтуны Керв», особенно хорошо проведя его заключительную часть. В последних 85 матчах чемпионата Джаред отбивал с эффективностью 31,2 % и снова показал свою высокую скорость, украв 28 баз. После завершения сезона Восточной лиги он выступал в составе команды «Пеория Джавелинс» в Аризонской осенней лиге, где был включён в число участников Матча всех звёзд. В 2020 году Олива должен был выступать на уровне AAA-лиги, сезон которой был отменён из-за пандемии COVID-19. Двадцать первого сентября он был переведён в основной состав Пайрэтс и дебютировал в Главной лиге бейсбола. В последнюю неделю регулярного чемпионата он сыграл в шести матчах, выбив три сингла, получив шесть страйкаутов и украв одну базу. 